# Emmanuel Mudiay
Emmanuel Mudiay (ur. 5 marca 1996 w Kinszasie) – kongijsko-amerykański koszykarz, występujący na pozycji rozgrywającego lub rzucającego obrońcy. 
W 2012 i 2013 zdobył złote medale podczas turnieju Adidas Nations. W 2012 został wybrany MVP turnieju. W 2014 wystąpił w trzech spotkaniach gwiazd amerykańskich szkół średnich – Jordan Classic, Nike Hoop Summit i McDonald’s All-American. Został też wybrany do I składu All-American przez magazyny Parade i USA Today.
Został wybrany z 7. numerem przez drużynę Denver Nuggets w 2015 NBA Drafcie.

## Kariera klubowa
24 sierpnia 2014 Mudiay ogłosił chęć przystąpienia do college'owej drużyny SMU Mustangs, latem 2014 podpisał jednak kontrakt z chińskim zespołem Guandong Southern Tigers. Z powodu kontuzji zagrał w zaledwie dziesięciu spotkaniach sezonu regularnego, oraz w dwóch meczach fazy play-off.
8 lutego 2018 trafił do New York Knicks w wyniku wymiany z udziałem trzech drużyn (Mavericks, Nuggets, Knicks).
19 lipca 2019 dołączył do Utah Jazz. 23 sierpnia 2021 został zawodnikiem litewskiego Žalgirisu Kowno. 3 listopada 2021 opuścił Žalgiris Kowno. 22 grudnia 2021 zawarł 10-dniową umowę z Sacramento Kings. Po jej wygaśnięciu opuścił klub.

## Osiągnięcia
Stan na 3 stycznia 2022, na podstawie, o ile nie zaznaczono inaczej.
NBA
- Zaliczony do:
  - II składu:
    - debiutantów NBA (2016)[9]
    - Samsung All-NBA Summer League (2015)[10]
- Uczestnik:
  - Rising Stars Challenge (2016, 2017)
  - Skills Challenge (2016)[11]

### Statystyki w CBA
| Sezon   | Drużyna  | M  | S5 | MPG  | FG%   | 3P%   | FT%   | RPG | APG | SPG | BPG | PPG  |
| ------- | -------- | -- | -- | ---- | ----- | ----- | ----- | --- | --- | --- | --- | ---- |
| 2014-15 | Guandong | 12 | 0  | 31,5 | 47,8% | 31,7% | 57,4% | 6,3 | 5,9 | 1,6 | 0,1 | 18,0 |